# 야마가타시 (기후현)
야마가타시(일본어: 山県市)는 일본 기후현에 있는 시이며, 기후현에서 헤이세이 대합병으로 탄생한 최초의 시이다.
야마가타현에 있는 야마가타시(山形市)와는 한자가 다르다.

## 인접한 자치체
- 모토스시
- 기후시
- 세키시

## 역사
- 2003년 4월 1일 - 다가토미정(高富町), 미야마정(美山町), 이지라촌(伊自良村)이 합병해서 만들어졌다.

## 교통

### 도로
- 국도 제256호선
- 국도 제418호선

## 인구
| 연도 | 인구   | ±%     |
| ---- | ------ | ------ |
| 1970 | 26,598 | —      |
| 1980 | 29,669 | +11.5% |
| 1990 | 30,989 | +4.4%  |
| 2000 | 30,951 | −0.1%  |
| 2010 | 29,629 | −4.3%  |
| 2020 | 25,280 | −14.7% |

|                                                | |
| 야마가타시의 전국의 연령별 인구 분포（2005년） | 야마가타시의 연령·남녀별 인구 분포（2005년）                                                                              |
| ■자주색 ― 야마가타시 ■녹색 ― 일본전국          | ■파랑색 ― 남자 ■빨간색 ― 여자                                                                                             |
| · 야마가타시（에 해당되는 지역）의 인구추이    | |
| 일본 총무성 통계국 국세조사 결과               | |
|                                                | 이 그래프는 더 이상 지원되지 않는 레거시 그래프 확장 기능을 사용하고 있습니다. 새로운 차트 확장 기능으로 변환해야 합니다. |